# Ембрихо (Наегау)
Ембрихо (на немски: Embricho, Embricho von Diez; Embricho II. Graf im Nahegau; † сл. 1073/ сл. 1108) е граф в Наегау, Вормсгау, Нидерлангау, вилдграф и граф на Флаххайм, Лайнинген и на Шмидтбург.

## Произход
Той е син на Ембрихо († сл. 1065), граф в Наегау, Вормсгау и в Северен Нидерлангау (1053), основател на фамилията на графовете на Диц, и съпругата му Кунигунда фон Щромберг.

## Деца
Ембрихо има децата:
- Хайнрих I фон Диц († сл. 1117), граф на Графство Диц (пр. 1101 до сл. 1007 заедно с брат си Герхард I)
- Герхард I († сл. 1107), граф на Графство Диц